# Rafael Muñoz (Leichtathlet)
Rafael Muñoz (* 12. Mai 1997) ist ein chilenischer Mittelstreckenläufer, der sich auf den 800-Meter-Lauf spezialisiert hat.

## Sportliche Laufbahn
Erste internationale Erfahrungen sammelte Rafael Muñoz im Jahr 2016, als er bei den Ibero-Amerikanischen Meisterschaften in Rio de Janeiro in 3:07,56 min den vierten Platz mit der chilenischen 4-mal-400-Meter-Staffel belegte. Anschließend belegte er bei den U23-Südamerikameisterschaften in Lima in 50,16 s den siebten Platz über 400 m und erreichte mit der Staffel nach 3:19,76 min Rang fünf. Im Jahr darauf schied er bei den Südamerikameisterschaften in Luque mit 48,94 s im Vorlauf über 400 m aus und belegte mit der Staffel in 3:13,64 min den vierten Platz. Anschließend gelangte er bei den Juegos Bolivarianos in Santa Marta mit 48,47 s auf den siebten Platz und gewann mit der Staffel in 3:10,29 min die Bronzemedaille hinter den Teams aus Venezuela und Kolumbien. 2018 nahm er an den Südamerikaspielen in Cochabamba teil und belegte dort in 1:57,03 min den sechsten Platz im 800-Meter-Lauf und gewann mit der Staffel in 3:11,58 min gemeinsam mit Alfredo Sepúlveda, Sergio Aldea und Enzo Faulbaum die Bronzemedaille hinter Kolumbien und Venezuela. Anschließend wurde er bei den Ibero-Amerikanischen Meisterschaften in Trujillo in 1:50,04 min Fünfter über 800 m und siegte mit der Staffel in 3:10,77 min. Daraufhin sicherte er sich bei den U23-Südamerikameisterschaften in Ecuador in 1:51,10 min die Bronzemedaille über 800 m hinter der Brasilianer Matheus Pessoa und Marco Vilca aus Peru. Zudem belegte er im Staffelbewerb in 3:20,89 min den fünften Platz.
2019 klassierte er sich bei den Südamerikameisterschaften in Lima mit 1:57,97 min auf Rang 13 über 800 m und gewann zudem in 3:11,84 min gemeinsam mit Enzo Faulbaum, Alejandro Peirano und Alfredo Sepúlveda die Bronzemedaille in der Staffel hinter den Teams aus Kolumbien und Brasilien. Anschließend nahm er an der Sommer-Universiade in Neapel teil und schied dort mit 1:53,30 min im Halbfinale aus und verpasste mit der Staffel mit 3:20,32 min den Finaleinzug. Daraufhin startete er über 800 m bei den Panamerikanischen Spielen in Lima und kam dort mit 1:50,03 min nicht über die Vorrunde hinaus. 2022 schied er bei den Ibero-Amerikanischen Meisterschaften in La Nucia mit 1:51,59 min im Vorlauf über 800 Meter aus und belegte anschließend bei den Juegos Bolivarianos in Valledupar in 1:51,10 min den siebten Platz und gelangte mit der Staffel mit 3:11,92 min auf Rang fünf. Im Jahr darauf gewann er bei den Südamerikameisterschaften in São Paulo in 1:47,27 min die Silbermedaille hinter dem Brasilianer Eduardo Ribeiro und belegte mit der Staffel in 3:14,96 min den sechsten Platz. Im November verpasste er dann bei den Panamerikanischen Spielen in Santiago de Chile mit 1:49,96 min den Finaleinzug über 800 Meter. 2024 gewann er bei den Ibero-Amerikanischen Meisterschaften in Cuiabá in 1:46,37 min die Bronzemedaille über 800 Meter hinter  dem Panamaer Chamar Chambers und José Antonio Maita aus Venezuela und wurde im Staffelbewerb disqualifiziert. Im Jahr darauf belegte er bei den Südamerikameisterschaften in Mar del Plata in 1:51,23 min den vierten Platz.
In den Jahren 2018 und 2019 und von 2021 bis 2025 wurde Muñoz chilenischer Meister im 800-Meter-Lauf sowie 2019 auch über 400 m und in der 4-mal-400-Meter-Staffel.

## Persönliche Bestleistungen
- 400 Meter: 47,42 s, 18. Mai 2019 in Santiago de Chile
- 800 Meter: 1:46,37 min, 11. Mai 2024 in Cuiabá